# Liste der Baudenkmäler in Augsburg-Spickel
In der Liste der Baudenkmäler im Spickel sind die Baudenkmäler im Augsburger Stadtbezirk Spickel im
Planungsraum Spickel-Herrenbach
(XI)
aufgelistet. Zu diesen Baudenkmälern gibt es auch eine Bildersammlung.
Diese Liste ist eine Teilliste der Liste der Baudenkmäler in Augsburg. Grundlage der Liste ist die Bayerische Denkmalliste, die auf Basis des bayerischen Denkmalschutzgesetzes vom 1. Oktober 1973 erstmals erstellt wurde und seither durch das Bayerische Landesamt für Denkmalpflege geführt und aktualisiert wird. Die folgenden Angaben ersetzen nicht die rechtsverbindliche Auskunft der Denkmalschutzbehörde.

## Einzelbauwerke
| Lage | Objekt                                                  | Beschreibung | Akten-Nr.                | Bild                       |
| --- | ------------------------------------------------------- | --- | ------------------------ | -------------------------- |
| Am Eiskanal (beim Hochablass) (Standort)                                                                 | Denkmal zur Erinnerung an den Besuch König Ludwigs III. | Löwenfigur mit Wappenkartusche auf Pfeiler mit Sockel, von Rehle, 1914 | D-7-61-000-1200 Wikidata | weitere Bilder             |
| Am Eiskanal 30, Am Eiskanal 49 (Standort)                                                                | Olympische Kanustrecke                                  | Sichtbeton, Gebäude mit Holzverkleidung, von Reinhard Brockel und Erich R. Müller, 1970/71 Kanustrecke, zunächst geradliniger, später schlangenlinienförmiger Verlauf mit künstlichen Felsen Gaststätte, atriumsartige Anlage mit Pultdachbauten und Freitreppe Presse- und Organisationsgebäude, atriumsartige Anlage von Pult- bzw. Satteldachbauten und auskragendem, zur Strecke hin ausgerichtetem Turm; Startgebäude, Rechteckbau mit Pultdach, direkt an der Strecke gelegen Zielgebäude, Rechteckbau mit Flachdach Brücken, über den Wasserlauf führend Zuschauerränge, durch Holzbohlen befestigte, in das hügelig modellierte Gelände eingebettete Stufen, parallel zur Strecke verlaufend | D-7-61-000-1467 Wikidata | weitere Bilder             |
| Am Eiskanal 30 a (Standort)                                                                              | Denkmal für Erzherzog Karl                              | Baldachin mit Büste über geböschtem, rustiziertem Sockel mit Inschriftentafel, 1802 | D-7-61-000-958 Wikidata  | Denkmal für Erzherzog Karl |
| Am Eiskanal 50 (Standort)                                                                                | Städtisches Brunnenwerk auf dem Hochablass              | Kessel-, Dampfmaschinen- und Pumpenhaus, erdgeschossiger verputzter Ziegelbau auf Pfahlrostkonstruktion mit westlicher Zweiturmfassade und Portikus, in Formen des Spätklassizismus, 1878/79, Errichtung von Kessel- und Maschinenhaus im Jahre 1885, Verbindung von Haupthaus und Nebengebäude im Jahre 1935, mit technischer Ausstattung | D-7-61-000-959           | weitere Bilder             |
| Hornungstraße 26, 28 (Standort)                                                                          | Katholische Pfarrkirche St. Wolfgang                    | Saalbau mit eingezogenem Chor und südwestlichem Turm mit Satteldach, Blankziegelbau mit verputztem Betonrasterwerk, von Thomas Wechs, 1933/34 erbaut Pfarrhaus, angebauter zweigeschossiger Bau aus der gleichen Zeit | D-7-61-000-441 Wikidata  | weitere Bilder             |
| Paul-Eipper-Straße 3, 3 a, 5, 9, 11, Siebentischstraße 60 1/2, 60 1/3, 60 1/4, 60 1/5, 60 1/6 (Standort) | Ehemaliges königliches Landgestüt                       | 1901 ff. nach Plänen von Wilhelm Kirchbauer in neubarocken Formen errichtete, umfangreiche Anlage aus erdgeschossigen Sattel- bzw. Schopfwalmdachbauten mit Lisenen- und Putzgliederung Westlich langgestreckte Stallgebäude mit Zwerchgiebeln, das nördliche außerdem mit Uhrentürmchen Reithalle Östlich Remise mit Schmiede Sogenannter Krankenstall Zugehörig die gleichzeitig erbauten ehem. Bedienstetenwohnungen an der Siebentischstraße, ein aus fünf Abschnitten bestehender, dreigeschossiger Komplex mit Zwerchhäusern, Dachgauben und Sattel- bzw. Mansardwalmdächern Zeitgleichen, erdgeschossigen Wasch- bzw. Badehäuser mit Schopfwalmdach westlich der Gärten                       | D-7-61-000-1468 Wikidata | weitere Bilder             |
| Professor-Steinbacher-Straße, Professor-Steinbacher-Straße 10 a (Standort)                               | Siebentischpark                                         | Langgestreckter, von Bächen durchzogener Landschaftspark in nord-südlicher Ausrichtung zwischen Baumgartnerstraße und Siebentischwald, von Carl von Effner und Ludwig Leybold angelegt, 1874–1875, 1903–04 und 1907–08 seitlich nach Westen erweitert Drei Brunnen, Gusseisen, um 1902 Schiller-Runde mit Schiller-Linde, 1905 Brücken, um 1905 und um 1908 Denkmal-Brunnen für Eduard Freiherr von Schaezler, Muschelkalk, 1908 Parkhäusl, erdgeschossiger Walmdachbau mit Schweifgiebel über Mittelrisalit, von Otto Holzer, 1914 | D-7-61-000-1218 Wikidata | weitere Bilder             |
| Professor-Steinbacher-Straße 15 a (Standort)                                                             | Brunnen und Gartenpavillon im Botanischen Garten        | Gusseisen-Brunnen, um 1900, 1983 vom Plärrergelände hierher übertragen Gartenpavillon, Holzbau mit Zeltdach und flachen Satteldächern über kreuzförmigem Grundriss, 1869, 2005/06 von der Provinostraße 47 hierher übertragen | D-7-61-000-1213 Wikidata | weitere Bilder             |
| Waldfriedenstraße 21 (Standort)                                                                          | Zweifamilienhaus                                        | Zweigeschossiger Holzbau mit Halbwalmdach, von Gottfried Bösch und Michael Kurz, 1921 | D-7-61-000-1090 Wikidata | Zweifamilienhaus           |
| Waldfriedenstraße 23 (Standort)                                                                          | Zweifamilienhaus                                        | Zweigeschossiger Holzbau mit Halbwalmdach, von Gottfried Bösch und Michael Kurz, 1921 | D-7-61-000-1091          | Zweifamilienhaus           |